# Console Wars: Sega, Nintendo y la batalla que definió una generación
Console Wars: Sega, Nintendo y la batalla que definió una generación (en inglés: Sega, Nintendo, and the Battle That Defined a Generation) es una novela testimonio de no ficción de 2014 escrita por Blake J. Harris. Sigue al empresario Tom Kalinske en su aventura como CEO de la compañía de videojuegos Sega of America, y detalla la historia de la feroz competencia empresarial entre Sega y Nintendo a lo largo de la década de 1990, así como los conflictos internos que tuvieron lugar entre Sega of America y Sega of Japan. Harris escribió el libro al estilo de una novela compilando varias entrevistas con personas involucradas en los eventos, utilizando la información reunida para crear una interpretación dramática de los eventos. En febrero de 2014 se anunció una adaptación cinematográfica del libro dirigido por Seth Rogen y Evan Goldberg, que desde entonces ha pasado a una serie de televisión limitada.

## Sinopsis
Unos años después de dejar el cargo de CEO de Mattel, Tom Kalinske está de vacaciones con su familia en Hawái cuando es visitado por un viejo amigo, Hayao Nakayama, quien le ofrece a Kalinske un puesto como CEO de la división estadounidense de una pequeña empresa de videojuegos llamado Sega. A pesar de ser inicialmente reacio a aceptar el trabajo ya que no sabe nada sobre videojuegos, Kalinske acepta volar a Japón, donde Nakayama le muestra varios productos desarrollados por Sega, incluido su sistema portátil de mano, Game Gear y sus 16 bits. consola doméstica, el Sega Genesis. Kalinske está fascinado, especialmente cuando ve a un hombre jugando un Game Boy mientras bebe en un club de geishas.
Sin embargo, cuando Kalinske llega para su primer día como CEO, descubre que Sega of America está en completo desorden: su predecesor, Michael Katz, ha llevado a la empresa a la bancarrota al gastar demasiado en títulos impopulares comoJames 'Buster' Douglas Knockout Boxing, la compañía no puede obtener juegos de terceros debido a que Nintendo tiene contratos exclusivos con la mayoría de los desarrolladores, y el personal está lleno de luchas internas y señalamientos. El Genesis, obstaculizado por una mala comercialización y una biblioteca de juegos de mala calidad, ha vendido menos de 500 000 unidades, solo la mitad de las ventas necesarias para mantener a flote a Sega of America. Tomando el mando, Kalinske reúne un nuevo equipo de liderazgo y decide adoptar el "modelo Gillette", exigiendo un control completo sobre la comercialización del Genesis, que incluye reemplazar el juego originalmente incluido con el Genesis, Altered Beast, con un título nuevo y poco conocido, Sonic the Hedgehog. Los ejecutivos japoneses de Sega se niegan cortésmente a autorizar sus planes, pero Nakayama los anula y le da luz verde a Kalinske. Luego de una exitosa demostración de Sonic en el Summer Consumer Electronics Show de 1991, el Genesis rápidamente supera a la SNES de Nintendo, marcando la primera vez desde 1985 que la compañía no domina el mercado de consolas domésticas.
Reforzados con confianza, Kalinske y Sega deciden establecer aún más su nuevo dominio promoviendo el Genesis (y, por extensión, Sega), como una alternativa genial y más vanguardista a los juegos "amigables para la familia" de Nintendo, dirigidos a jugadores adolescentes y adultos. Por ejemplo, cuando Nintendo decide lanzar una versión censurada de Mortal Kombat luego de una protesta pública por el contenido violento del juego, Sega of America publica su propia versión en el Genesis con un "código de sangre" especial que evita esas restricciones. En respuesta a las críticas de que la decisión, Kalinske decide crear el primer "sistema de clasificación" de la industria para los juegos de Sega, que eventualmente se convierte en la Entertainment Software Ratings Board.
A pesar de todo este éxito, comienzan a aparecer grietas en la fortuna de Sega of America. Kalinske trabaja en un acuerdo con Sony para colaborar en una nueva consola que Nintendo había abandonado, pero sus superiores en Japón, creyendo que el proyecto es un desperdicio, lo cancelan; Sony finalmente lanza la consola como "PlayStation" para el éxito instantáneo. Sega of Japan comienza a producir una nueva consola de 32 bits, la Sega Saturn, y gradualmente suspende el soporte para el Genesis a pesar de las protestas de Kalinske de que esta última todavía es comercialmente viable; Esto, junto con problemas de distribución y logística, así como la decepcionante selección de juegos de Saturn, la falta de un título de Sonic y el diseño sin pulir, lo convierten en un fracaso comercial. Kalinske y su equipo descubren que Sega de Japón los está excluyendo cada vez más de las decisiones de la compañía.
Consciente de que el último proyecto de Nintendo, la Nintendo 64, hará que la Saturn quede obsoleta, Kalinske y varios otros empleados deciden renunciar a Sega of America, con Kalinske cambiando su enfoque hacia la producción de juegos educativos para niños. Sega interrumpe rápidamente el Saturn y lanza Sega Dreamcast, una consola con funciones avanzadas como la conectividad a Internet, pero queda claro que la compañía está perdiendo dinero en las consolas. Para el cambio de milenio, Sega ha cambiado a un desarrollador externo que hace juegos para Nintendo, su rival: Sony, y el reemplazo de Sega en el mercado de consolas Microsoft.

## Documental
En 2016, los productores de The Gamechangers de la BBC obtuvieron los derechos de Sony Pictures para desarrollar un documental de televisión inspirado en el libro, como parte de una serie de documentales basados en la cultura de los videojuegos. En 2019, el proyecto se trasladó a CBS All Access. Se estrenará primero en el evento SXSW 2020 en marzo de ese año. El documental complementará la adaptación dramatizada que también se anunció.

## Serie de televisión
Harris contó con el apoyo de Seth Rogen y Evan Goldberg mientras escribía el libro, ambos contribuyeron al avance del libro. En 2014, Rogen declaró que estaba interesado en convertir el libro en una película de Sony Pictures, y que ya se había asegurado los derechos de Harris. Para noviembre de 2018, este proyecto había pasado a convertirse en una serie de televisión limitada que será producida por Legendary Pictures con Rogen y Goldberg como productores ejecutivos de su productora, Point Gray Pictures. Jordan Vogt-Roberts estaba contratado para dirigir. La serie fue recogida por CBS para ser transmitida a través de su servicio CBS All Access junto con el documental antes mencionado, aunque aún no se ha anunciado una fecha de lanzamiento.